# Mudau
Mudau è un comune tedesco di 4 982 abitanti, situato nel land del Baden-Württemberg.